# Volta a Catalunya de 1951
La Volta a Catalunya de 1951 fou la 31a edició de la Volta a Catalunya. La prova es disputà en 11 etapes entre el 13 i el 23 de setembre de 1951, amb un total de 1.621 km. El vencedor final fou l'italià Primo Volpi, per davant Francesc Masip i Manuel Rodríguez.
El recorregut d'aquesta edició s'amplia en tres etapes més, fins a arribar a dotze etapes, dues d'elles fetes al mateix dia. No es diputa cap contrarellotge. S'estableixen bonificacions d'un minut pel vencedor d'etapa, 40 segons pel segon i 20 pel tercer. També hi ha bonificacions al gran premi de la muntanya: 40, 20 i 10 segons pel primer, segon i tercer respectivament. A més, per primera vegada en la història la cursa no surt de Barcelona, sinó que ho fa des de la caves Canals i Nobiola de Sant Esteve Sesrovires.
La cursa va quedar entelada per la mort del ciclista de Terrassa Emili Martí, en xocar contra una furgoneta, i del periodista de El Mundo Deportivo Ramón Torres en patir un accident la motocicleta en què seguia la cursa.
Primo Volpi va dominar la cursa de cap a fi, gràcies a la victòria en la primera etapa, i conservant el lideratge fins a l'arribada final.

## Etapes
| Etapa | Data           | Recorregut                          | km    | Guanyador                | Líder             |
| ----- | -------------- | ----------------------------------- | ----- | ------------------------ | ----------------- |
| 1a    | 13 de setembre | Sant Esteve Sesrovires - Granollers | 132,0 | Primo Volpi (ITA)        | Primo Volpi (ITA) |
| 2a    | 14 de setembre | Granollers - Figueres               | 135,0 | Miquel Poblet (ESP)      | Primo Volpi (ITA) |
| 3a    | 15 de setembre | Figueres - Barcelona                | 140,0 | José Mateo (ESP)         | Primo Volpi (ITA) |
| 4a    | 16 de setembre | Montjuïc - Montjuïc                 | 46,0  | Bernat Capó (ESP)        | Primo Volpi (ITA) |
| 5a    | 16 de setembre | Barcelona - Reus                    | 109,0 | Mariano Corrales (ESP)   | Primo Volpi (ITA) |
| 6a    | 17 de setembre | Reus - Tortosa                      | 85,0  | Lluís Navarro (ESP)      | Primo Volpi (ITA) |
| 7a    | 18 de setembre | Tortosa - Amposta                   | 131,0 | Jesús Loroño (ESP)       | Primo Volpi (ITA) |
| 8a    | 19 de setembre | Amposta - Valls                     | 105,0 | Sergio Celebrowski (ESP) | Primo Volpi (ITA) |
| 9a    | 20 de setembre | Valls - Les Escaldes (AND)          | 218,0 | Manuel Rodríguez (ESP)   | Primo Volpi (ITA) |
| 10a   | 21 de setembre | Les Escaldes (AND) - Lleida         | 136,0 | José Escolano (ESP)      | Primo Volpi (ITA) |
| 11a   | 22 de setembre | Lleida - Vilanova i la Geltrú       | 262,0 | Bernardo Ruiz (ESP)      | Primo Volpi (ITA) |
| 12a   | 23 de setembre | Vilanova i la Geltrú - Barcelona    | 122,0 | Miquel Poblet (ESP)      | Primo Volpi (ITA) |

### Etapa 1. Sant Esteve Sesrovires - Granollers. 132,0 km
|   | Ciclista           | Equip            | Temps      |
| - | ------------------ | ---------------- | ---------- |
| 1 | Primo Volpi        | Berkel           | 3h 21' 15" |
| 2 | Josep Vidal Porcar | FC Barcelona     | + 01' 17"  |
| 3 | Salvador Jarque    | A.V. Hostafrancs | + 01' 19"  |

|   | Ciclista           | Equip            | Temps      |
| - | ------------------ | ---------------- | ---------- |
| 1 | Primo Volpi        | Berkel           | 3h 20' 15" |
| 2 | Josep Vidal Porcar | FC Barcelona     | + 01' 37"  |
| 3 | Salvador Jarque    | A.V. Hostafrancs | + 01' 59"  |

### Etapa 2. Granollers - Figueres. 135,0 km
|   | Ciclista        | Equip                      | Temps      |
| - | --------------- | -------------------------- | ---------- |
| 1 | Miquel Poblet   | CC Chalis-Canals & Nubiola | 4h 06' 47" |
| 2 | Luciano Frosini | Berkel                     | m. t.      |
| 3 | Joan Bibiloni   | C.C. Son Cot               | m. t.      |

|   | Ciclista           | Equip            | Temps      |
| - | ------------------ | ---------------- | ---------- |
| 1 | Primo Volpi        | Berkel           | 7h 27' 02" |
| 2 | Josep Vidal Porcar | FC Barcelona     | + 01' 37"  |
| 3 | Salvador Jarque    | A.V. Hostafrancs | + 01' 59"  |

### Etapa 3. Figueres - Barcelona. 140,0 km
|   | Ciclista      | Equip                      | Temps      |
| - | ------------- | -------------------------- | ---------- |
| 1 | Josep Mateo   | RCD Espanyol               | 4h 01' 37" |
| 2 | Miquel Poblet | CC Chalis-Canals & Nubiola | + 01' 00"  |
| 3 | Andreu Trobat | RCD Espanyol               | m. t.      |

|   | Ciclista           | Equip            | Temps       |
| - | ------------------ | ---------------- | ----------- |
| 1 | Primo Volpi        | Berkel           | 11h 29' 39" |
| 2 | Josep Vidal Porcar | FC Barcelona     | + 01' 37"   |
| 3 | Salvador Jarque    | A.V. Hostafrancs | + 02' 10"   |

### Etapa 4. Barcelona - Barcelona. 46,0 km
|   | Ciclista      | Equip         | Temps      |
| - | ------------- | ------------- | ---------- |
| 1 | Bernat Capó   |               | 1h 12' 21" |
| 2 | Miguel Chacón | U.C. Sabadell | + 04"      |
| 3 | Andreu Trobat | RCD Espanyol  | + 05"      |

|   | Ciclista           | Equip            | Temps       |
| - | ------------------ | ---------------- | ----------- |
| 1 | Primo Volpi        | Berkel           | 12h 42' 05" |
| 2 | Josep Vidal Porcar | FC Barcelona     | + 01' 37"   |
| 3 | Salvador Jarque    | A.V. Hostafrancs | + 02' 10"   |

### Etapa 5. Barcelona - Reus. 109,0 km
|   | Ciclista         | Equip        | Temps      |
| - | ---------------- | ------------ | ---------- |
| 1 | Mariano Corrales | PC Nicky's   | 2h 47' 40" |
| 2 | Francesc Massip  | FC Barcelona | + 01"      |
| 3 | Josep Serra      | FC Barcelona | + 06"      |

|   | Ciclista        | Equip            | Temps       |
| - | --------------- | ---------------- | ----------- |
| 1 | Primo Volpi     | Berkel           | 15h 29' 53" |
| 2 | Salvador Jarque | A.V. Hostafrancs | + 02' 32"   |
| 3 | Francesc Massip | FC Barcelona     | + 03' 56"   |

### Etapa 6. Reus - Tortosa. 85,0 km
|   | Ciclista      | Equip                      | Temps      |
| - | ------------- | -------------------------- | ---------- |
| 1 | Lluís Navarro | Canals & Nubiola           | 2h 24' 55" |
| 2 | Miquel Poblet | CC Chalis-Canals & Nubiola | + 04' 05"  |
| 3 | Pere Sant     | PC Nicky's                 | m. t.      |

|   | Ciclista        | Equip            | Temps       |
| - | --------------- | ---------------- | ----------- |
| 1 | Primo Volpi     | Berkel           | 17h 58' 53" |
| 2 | Salvador Jarque | A.V. Hostafrancs | + 02' 32"   |
| 3 | Francesc Massip | FC Barcelona     | + 03' 56"   |

### Etapa 7. Tortosa - Amposta. 131,0 km
|   | Ciclista        | Equip                      | Temps      |
| - | --------------- | -------------------------- | ---------- |
| 1 | Jesús Loroño    |                            | 3h 20' 30" |
| 2 | Miquel Poblet   | CC Chalis-Canals & Nubiola | + 01' 02"  |
| 2 | Luciano Frosini | Berkel                     | m. t.      |

|   | Ciclista        | Equip            | Temps       |
| - | --------------- | ---------------- | ----------- |
| 1 | Primo Volpi     | Berkel           | 21h 20' 25" |
| 2 | Salvador Jarque | A.V. Hostafrancs | + 02' 32"   |
| 3 | Francesc Massip | FC Barcelona     | + 03' 56"   |

### Etapa 8. Amposta - Valls. 105,0 km
|   | Ciclista           | Equip         | Temps      |
| - | ------------------ | ------------- | ---------- |
| 1 | Sergio Celebrowski | U.C. Terrassa | 2h 50' 18" |
| 2 | Jesús Loroño       |               | + 01"      |
| 3 | Andreu Trobat      | RCD Espanyol  | + 03"      |

|   | Ciclista        | Equip        | Temps       |
| - | --------------- | ------------ | ----------- |
| 1 | Primo Volpi     | Berkel       | 24h 12' 41" |
| 2 | Jesús Loroño    |              | + 02' 14"   |
| 3 | Francesc Massip | FC Barcelona | + 03' 36"   |

### Etapa 9. Valls - Les Escaldes. 218,0 km
|   | Ciclista         | Equip            | Temps      |
| - | ---------------- | ---------------- | ---------- |
| 1 | Manuel Rodríguez | RCD Espanyol     | 6h 54' 45" |
| 2 | Bernardo Ruiz    | Canals & Nubiola | + 40"      |
| 3 | Josep Serra      | FC Barcelona     | m. t.      |

|   | Ciclista         | Equip        | Temps       |
| - | ---------------- | ------------ | ----------- |
| 1 | Primo Volpi      | Berkel       | 31h 08' 06" |
| 2 | Manuel Rodríguez | RCD Espanyol | + 02' 47"   |
| 3 | Francesc Massip  | FC Barcelona | + 03' 36"   |

### Etapa 10. Les Escaldes - Lleida. 136,0 km
|   | Ciclista      | Equip      | Temps      |
| - | ------------- | ---------- | ---------- |
| 1 | José Escolano | PC Nicky's | 3h 45' 17" |
| 2 | Pere Sant     | PC Nicky's | + 09"      |
| 3 | Primo Volpi   | Berkel     | m. t.      |

|   | Ciclista         | Equip        | Temps       |
| - | ---------------- | ------------ | ----------- |
| 1 | Primo Volpi      | Berkel       | 34h 53' 12" |
| 2 | Manuel Rodríguez | RCD Espanyol | + 03' 07"   |
| 3 | Francesc Massip  | FC Barcelona | + 03' 56"   |

### Etapa 11. Lleida - Vilanova i la Geltrú. 262,0 km
|   | Ciclista      | Equip            | Temps      |
| - | ------------- | ---------------- | ---------- |
| 1 | Bernardo Ruiz | Canals & Nubiola | 8h 32' 41" |
| 2 | Jaime Montaña | FC Barcelona     | m. t.      |
| 3 | Pere Sant     | PC Nicky's       | + 03' 34"  |

|   | Ciclista         | Equip        | Temps      |
| - | ---------------- | ------------ | ---------- |
| 1 | Primo Volpi      | Berkel       | 43h 29' 7" |
| 2 | Manuel Rodríguez | RCD Espanyol | + 02' 57"  |
| 3 | Francesc Massip  | FC Barcelona | + 03' 36"  |

### Etapa 12. Vilanova i la Geltrú - Barcelona. 122,0 km
|   | Ciclista        | Equip                      | Temps      |
| - | --------------- | -------------------------- | ---------- |
| 1 | Miquel Poblet   | CC Chalis-Canals & Nubiola | 3h 35' 55" |
| 2 | Primo Volpi     | Berkel                     | + 08' 29"  |
| 3 | Francesc Massip | FC Barcelona               | + 01"      |

|   | Ciclista         | Equip        | Temps       |
| - | ---------------- | ------------ | ----------- |
| 1 | Primo Volpi      | Berkel       | 47h 12' 43" |
| 2 | Francesc Massip  | FC Barcelona | + 03' 17"   |
| 3 | Manuel Rodríguez | RCD Espanyol | + 03' 38"   |

## Classificació final
| Pos. | Ciclista               | Club         | Temps       |
| ---- | ---------------------- | ------------ | ----------- |
| 1    | Primo Volpi (ITA)      | Berkel       | 47h 12' 57" |
| 2    | Francesc Masip (ESP)   | FC Barcelona | + 3' 17"    |
| 3    | Manuel Rodríguez (ESP) | RCD Espanyol | + 3' 38"    |
| 4    | Josep Serra (ESP)      | FC Barcelona | + 5' 23"    |
| 5    | Pere Sant (ESP)        | PC Nickys    | + 6' 30"    |
| 6    | Jesús Loroño (ESP)     |              | + 6' 50"    |
| 7    | Andreu Trobat (ESP)    | RCD Espanyol | + 8' 09"    |
| 8    | Josep Vidal (ESP)      | FC Barcelona | + 9' 43"    |
| 9    | Pietro Giudici (ITA)   | Berkel       | + 11' 13"   |
| 10   | Joaquim Filba (ESP)    | FC Barcelona | + 14' 41"   |

## Classificacions secundàries
| Pos. | Ciclista               | Equip                      | Punts |
| ---- | ---------------------- | -------------------------- | ----- |
| 1    | Francesc Masip (ESP)   | FC Barcelona               | 24    |
| 2    | Manuel Rodríguez (ESP) | RCD Espanyol               | 16    |
| 3    | Miquel Poblet (ESP)    | CC Chalis-Canals & Nubiola | 14    |

| Pos. | Equip        | Temps |
| ---- | ------------ | ----- |
| 1    | FC Barcelona |       |
| 2    | RCD Espanyol |       |